# Vollenhovia moesta
Vollenhovia moesta é uma espécie de formiga do gênero Vollenhovia, pertencente à subfamília Myrmicinae.